# Kiviõli
Kiviõli (zu Deutsch Steinöl, russisch Кивиыли Kiwiyli) ist eine Industriestadt im Nordosten der Republik Estland. Sie liegt im Landkreis Ida-Virumaa.

## Einwohnerschaft und Lage
Kiviõli hat 5.634 Einwohner (Stand 31. Dezember 2011). Nach der Volkszählung von 2000 sind 51,2 Prozent der Einwohner Kiviõlis russischsprachig, 39,4 Prozent estnischsprachig und 2,1 % ukrainischsprachig. Wie in ganz Nordost-Estland geht die Bevölkerungszahl stark zurück. Bei der Auflösung der Sowjetunion lebten in Kiviõli noch 10.390 Menschen. Heute hat sich die Bevölkerungszahl fast halbiert.
Die Fläche der Stadt beträgt 11,75 km². Sie ist in vier Stadtbezirke und ein Industriegebiet unterteilt. Im Westen der Stadt liegen vornehmlich die ein- bis zweigeschossige Häuser der in den 1930er Jahren erbauten Arbeitersiedlung Varinurme. Im Osten hat die sowjetische Stadtplanung für Industriearbeiter ihre Spuren hinterlassen.

## Ascheberge

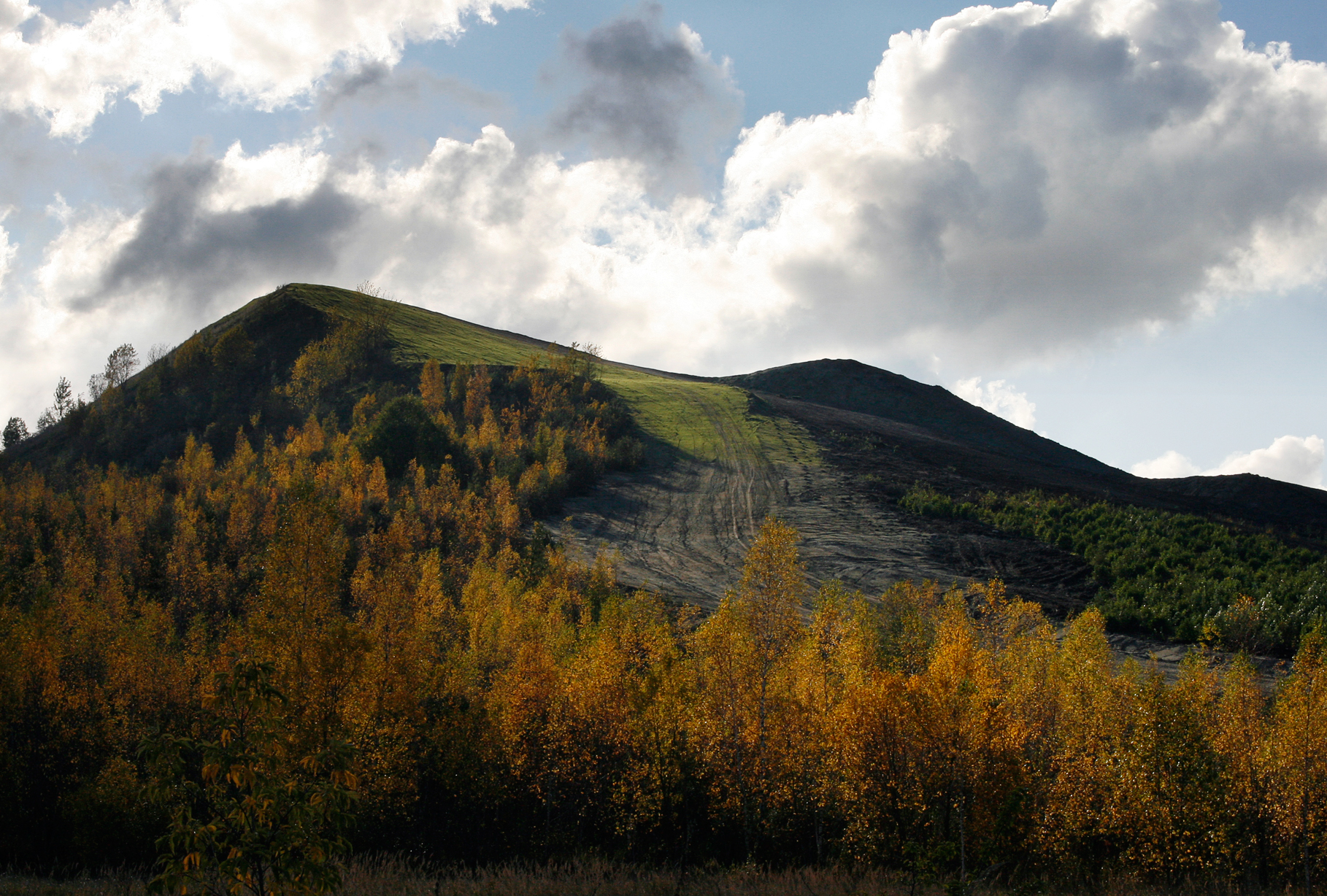
Ascheberg von Kiviõli

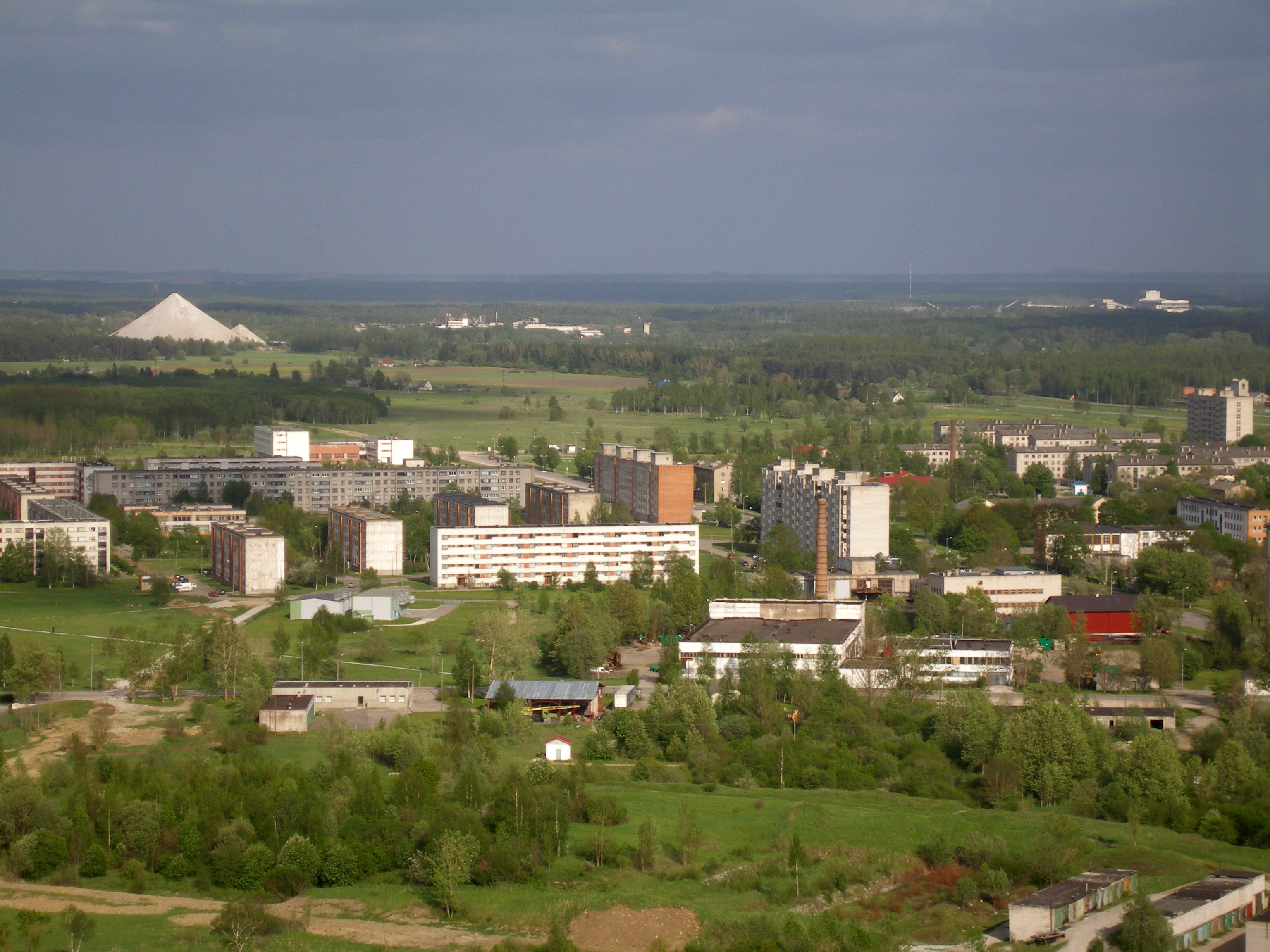
Blick auf die Stadt

„Wahrzeichen“ von Kiviõli sind die beiden kegelförmigen Ascheberge im Nordwesten der Stadt. Sie sind Überbleibsel des jahrzehntelangen Ölschieferabbaus, dem Kiviõli – wie das östlich gelegene Kohtla-Järve – seine Existenz verdankt. Die beiden Kegel sind die höchsten künstlichen Berge des Baltikums: der 115 m hohe Uus tuhamägi und der unmittelbar östlich gelegene 101 m Vana tuhamägi. Auf einem kleinen Weg gelangen Besucher auf eine Aussichtsplattform an der Spitze.

## Geschichte
Die Geschichte der Stadt ist eng mit der Aktiengesellschaft Põhja Paberi- ja Puupapivabrikute AS verbunden. Sie erforschte während des Ersten Weltkriegs Abbaugelände für Ölschiefer. Auf dem Gebiet es Dorfes Erra-Sala wurde sie fündig. 1922 wurde das erste Tagebaugelände der Aktiengesellschaft AS Eesti Kiviõli in Betrieb genommen. Ab 1925 baute die Firma AS Küttejõud Ölschiefer für die Tallinner Zellulosefabrik im Tagebau ab, dann ab 1933 auch unter Tage.
1928 erhielt Kiviõli seinen heutigen Namen. In den 1930er Jahren wuchs die Arbeitersiedlung stark an. 1936 wurde das im Stil des Funktionalismus errichtete Volkshaus (rahvamaja) eröffnet. 1939 hatte Kiviõli etwa 3.000 Einwohner.
1931 und 1937 wurden zwei große Öl- und Benzinfabriken eingeweiht. Die Lage an der Anfang der in den 1870er Jahren fertiggestellten Bahnstrecke zwischen der estnischen Hauptstadt Tallinn und der Grenzstadt Narva erleichterte den Transport der Produkte.
Der Zweite Weltkrieg hinterließ starke Zerstörungen in Kiviõli. Die deutsche Wehrmacht verfolgte bei ihrem Rückzug 1944 eine Politik der verbrannten Erde. Sie steckte am 18. September 1944 alle Fabriken in Brand und versuchte, die Bergwerke und Industrieanlagen zu zerstören.
1946 erhielt Kiviõli das Stadtrecht. Von 1957 bis 1991 gehörte Kiviõli zur Stadt Kohtla-Järve. Mit Wiedererlangung der estnischen Unabhängigkeit wurden die Stadtrechte am 10. Januar 1991 wiederhergestellt.

## Wirtschaft
Seit 1945 wurde der Ölschiefer durch das staatliche sowjetische Unternehmen Eesti Põlevkivi abgebaut. 80 % des geförderten Ölschiefers wird in Strom oder Heizkraft umgewandelt, hauptsächlich im Elektrizitätskraftwerk von Narva. Der Rest wird für die Herstellung von Spezialölen, Gasen oder Zement verwendet.
Die Mitarbeiterzahl der Unternehmen hat sich nach dem Ende der Sowjetunion stark verringert. Größte Arbeitgeber in Kiviõli sind heute die Spezialfabrik für Ölschieferprodukte Kiviõli Keemiatööstuse OÜ und die beiden Nähfabriken AS Svarmil und AS Vezala.

## Umwelt
Durch die industrielle Entwicklung hat Kiviõli besonders in der Sowjetzeit große Umweltschäden zurückbehalten. Durch das Sickerwasser der Ascheberge starben die Bäume. Phenole verseuchten den Fluss Purtse und das Grundwasser. Die Kraftwerke spuckten Ruß, Asche, Stickoxide und Schwefeldioxid in großen Mengen aus. Durch den Rückgang der Industrie und die Umweltvorschriften der Europäischen Union bekommt Kiviõli heute seine Umweltprobleme mehr und mehr in den Griff. Auf dem Gelände des alten Chemiekombinats entstand ein Ruhe- und Naturraum. Erholungsmöglichkeiten bietet auch der nahegelegene See Uljaste (Uljaste järv).

## Kriegsgefangenenlager
In Kiviõli und Küttejõu bestand während der deutschen Besetzung Estlands (1941–1944) das Kriegsgefangenenlager 279. Es wurde auch als Durchgangslager für Juden vor dem Weitertransport zur Ermordung sowie als Arbeits- und Konzentrationslager genutzt, unter anderem für politische Häftlinge. Nach dem Zweiten Weltkrieg waren im Lager deutsche Kriegsgefangene interniert.
In der Zeit der Estnischen SSR stand am Ort des früheren Lagers ein Piedestal, das an die Opfer der nationalsozialistischen Besetzung Estlands erinnerte. Es wurde am 14. Juni 1994 durch ein Kreuz aus schwarzem Granit ersetzt. Das Mahnmal gedenkt heute aller Opfer der Gewaltherrschaft.

## Personen
- Maris Lauri (* 1966), Politikerin
- Kristina Kallas (* 1976), Politikerin, Sozial- und Politikwissenschaftlerin
- Tatjana Mannima (* 1980), Skilangläuferin